# Ferschweiler

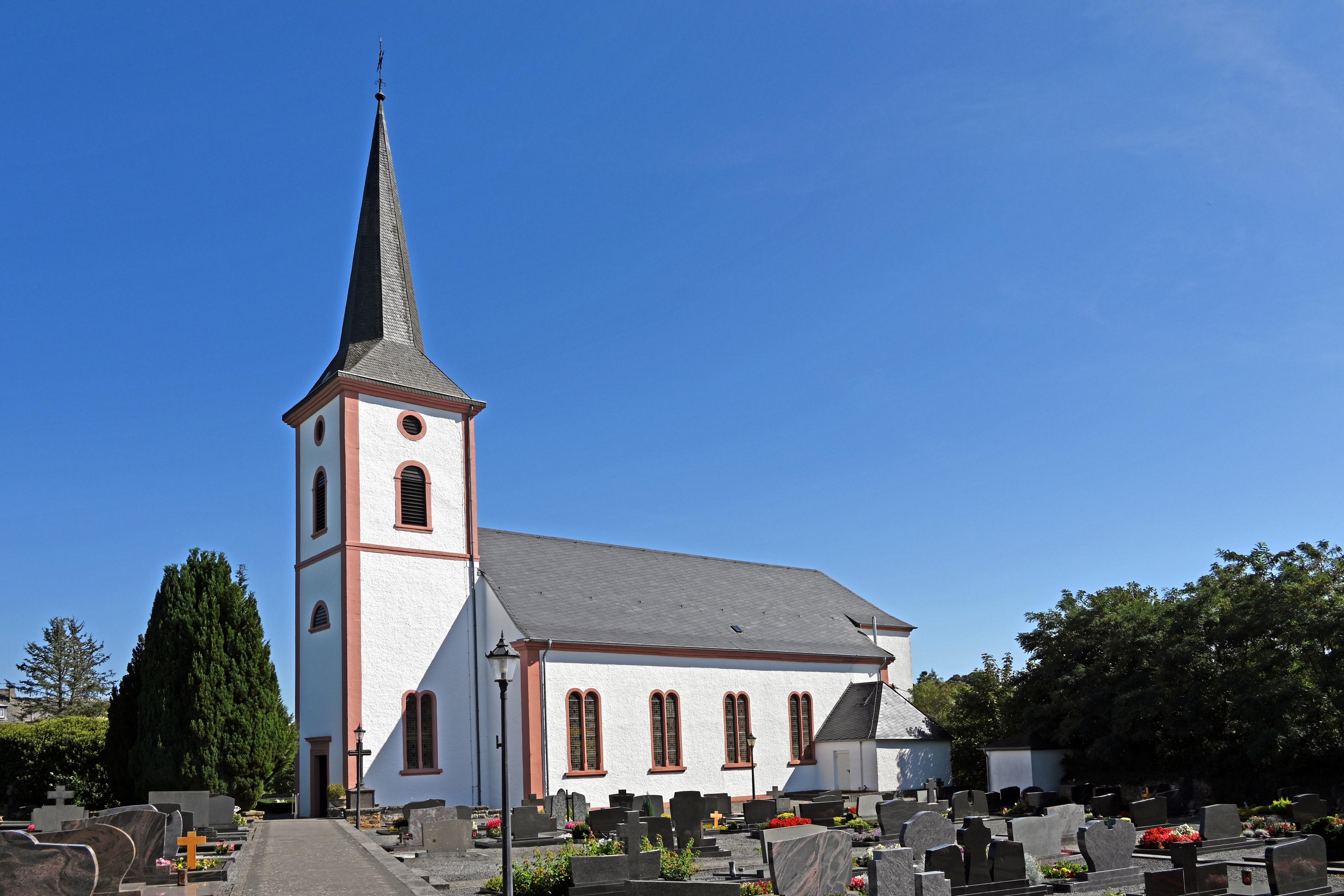
St. Luzia mit Friedhof von Westen

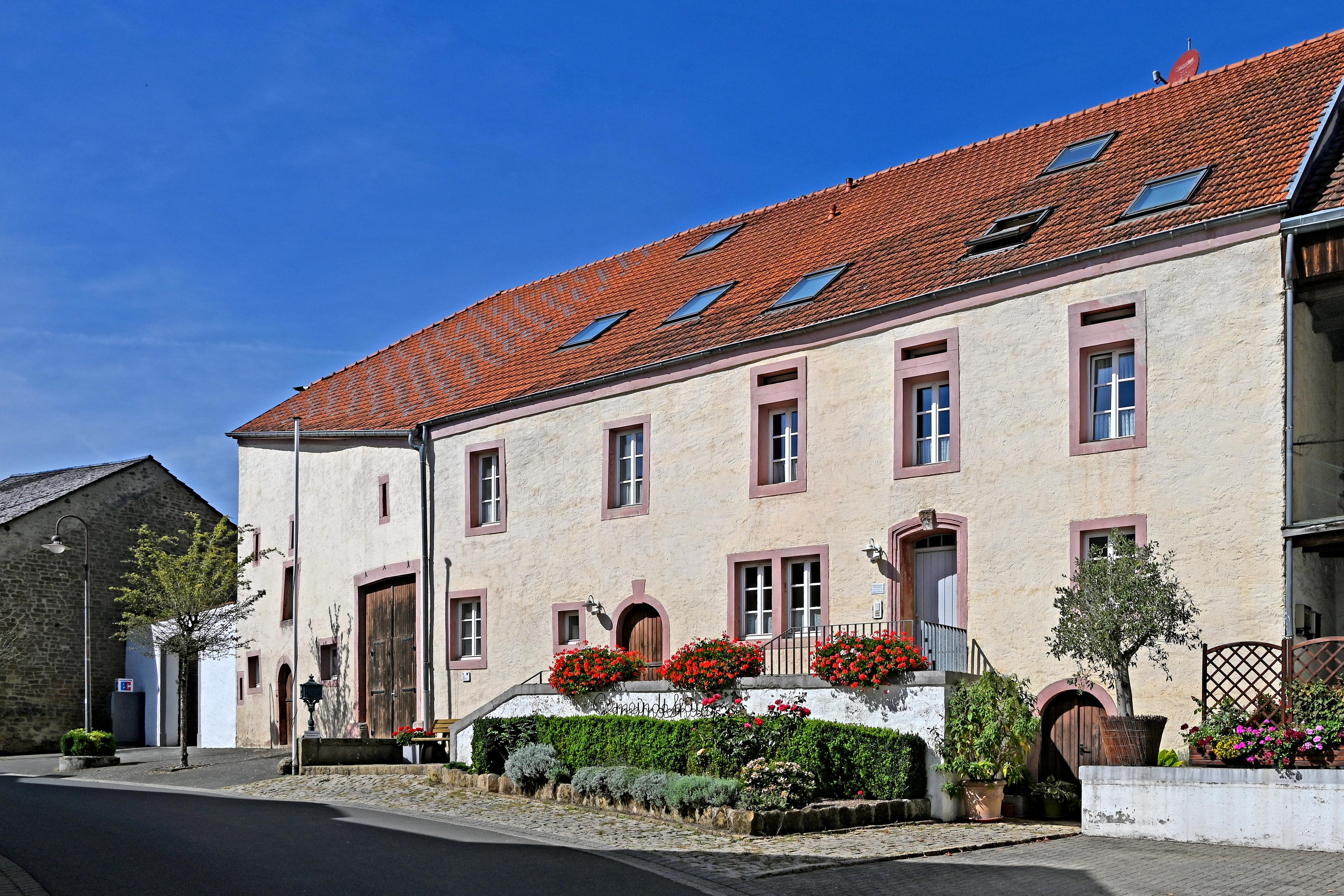
Gemeindehaus

Ferschweiler ist eine Ortsgemeinde im Eifelkreis Bitburg-Prüm in Rheinland-Pfalz. Es gehört der Verbandsgemeinde Südeifel an. Ferschweiler ist ein staatlich anerkannter Erholungsort.

## Geographie
Die Gemeinde liegt auf dem Ferschweiler-Plateau, einem Plateau aus Sandstein. Zu Ferschweiler gehört auch der Wohnplatz Waldhof. Der höchste Punkt liegt mit 428 m ü. NHN am Ortsrand an der Grenze des Gemeindegebietes zwischen dem Fraubillenkreuz und der Schankweiler Klause. Die höchste Erhebung innerorts befindet sich auf ca. 375 m ü. NHN in der Keltenhöhe, während die niedrigste Stelle an der Ferschweiler Mühle am Ende der Bornstraße Richtung Bollendorf auf 325 m ü. NHN liegt. Die angegebene Höhe der Basisdaten bezieht sich auf die Ortsmitte, dem Brunnen an der Ringstraße, der an einer verhältnismäßig niedrigen Stelle des Ortes vorzufinden ist.
Nachbarorte von Ferschweiler sind die Ortsgemeinden Schankweiler und Holsthum im Norden, Prümzurlay im Osten, Ernzen im Süden, Bollendorf im Westen und Nusbaum im Nordwesten.

## Geschichte

### Antike und Mittelalter
Die Region um Ferschweiler war schon früh besiedelt, was durch eine Vielzahl von Grabfunden belegt werden konnte. Es handelt sich um ein Grab aus der Zeit der Hunsrück-Eifel-Kultur sowie um acht Fundstellen römischer Grabanlagen.
Ferschweiler wird erstmals 751 in einer Urkunde der Abtei Echternach als Vilare erwähnt und lässt auf Reste römischer Besiedlung nach dem Untergang des Imperium Romanum schließen. Das Dorf wurde weltlich wie kirchlich von Echternach aus betreut. In Urkunden von 1069 und 1148 heißt der Ort Wilre, als Vertswiler wird 1161 eine „ecclesia“, 1410 eine Kapelle erwähnt. 1528 sind in Verswiler neun Feuerstellen (Häuser) verzeichnet. Von einer 1538 im spätgotischen Stil erbauten Kirche steht heute noch auf einer Höhe der Turm, nach der Hl. Lucia Luzienturm genannt.

### Neuzeit
Bis zum Ende des 18. Jahrhunderts gehörte Ferschweiler zur Propstei Echternach im Herzogtum Luxemburg (Quartier Echternach), zugeordnet der Meierei Ernzen. Nach 1792 besetzten französische Revolutionstruppen die Österreichischen Niederlande, zu denen das Herzogtum Luxemburg gehörte, im Oktober 1795 folgte die Annexion. Auch Ferschweiler wurde damit Teil der Französischen Republik (bis 1804) und anschließend des Französischen Kaiserreichs. Der Ort wurde verwaltungstechnisch der Mairie Ernzen im Kanton Echternach des Arrondissements Bitburg im Departement der Wälder zugeordnet. Nach der Niederlage Napoleons kam Ferschweiler aufgrund der 1815 auf dem Wiener Kongress getroffenen Vereinbarungen zum Königreich Preußen und gehörte nun zum Kreis Bitburg des Regierungsbezirks Trier, der 1822 Teil der neu gebildeten preußischen Rheinprovinz wurde. Aus der Mairie wurde die Bürgermeisterei Ernzen, die bis 1856 bestand. Nachfolgend wurde sie – und die Bürgermeisterei Irrel – mit der Bürgermeisterei Bollendorf verschmolzen.
Als Folge des Ersten Weltkriegs war die gesamte Region dem französischen Abschnitt der Alliierten Rheinlandbesetzung zugeordnet.

### Zweiter Weltkrieg

#### Feldflugplatz
Im Zweiten Weltkrieg wurde in Ferschweiler um das Jahr 1939 ein Feldflugplatz errichtet. Durch die geografische Lage an der Grenze wurden während des Westfeldzugs vor allem die Benelux-Staaten und Frankreich angegriffen. Vom Feldflugplatz Ferschweiler flogen am 10. Mai 1940 Sturzkampfbomber vom Typ Junkers Ju 87 zum Angriff auf den französischen Militärflugplatz Metz-Frescaty. Insgesamt gab es viele Angriffe auf französisches Gebiet, die Flugzeuge flogen oft drei Einsätze am Tag.
Es waren anfangs zwei Staffeln mit Junkers Ju 87 Sturzkampfbombern, die 9. Staffel und Teile der 11. Staffel in Ferschweiler stationiert. Des Weiteren gab zeitweise eine Staffel Messerschmitt Bf 109, die 4. Staffel des Sturzkampfgeschwaders 3 und einige Transportflugzeuge auf dem Feldflugplatz Ferschweiler.
Der Feldflugplatz Ferschweiler verfügte über sämtliche benötigte Infrastruktur und war einer der größten Anlagen. In den „Dreischen“, in der Nähe des Flugplatzes gab es für das Boden-, Wach- und Flugpersonal verhältnismäßig komfortable Unterkünfte. Zudem gab es eine leistungsstarke Funkleitzentrale, Bunkeranlagen und unterirdisch angelegte Tankanlagen sowie eine aufwendige Wasserversorgung. Die Flugplätze in Wolsfelderberg/Dockendorf und Pützhöhe wurden im Gegensatz zu dem Flugplatz in Ferschweiler unter großer Geheimhaltung angelegt worden. Der Flugplatz in Ferschweiler war für die Bewohner mehr oder weniger frei zugänglich.
Im Sommer 1944 wurde der Flugplatz dann von US-amerikanischen Kräften angegriffen. Die Flugzeuge kamen laut Augenzeugen aus Richtung Luxemburg und schossen bei dem Angriff einige italienische Transportflugzeuge in Brand.
Einige Bunker des Flugplatzes sowie des Westwalls sind heute noch auffindbar. Allerdings wurden diese nach dem Krieg durch die alliierten Truppen gesprengt und zerstört. Heute sind nur noch die Überreste der Bunkeranlagen erkennbar.
Folgende Flugzeugstaffeln waren zeitweise auf dem Feldflughafen stationiert:
- I./Trägergruppe 186 (Mai 1940)
- I./Jagdgeschwader 53 (17. Mai – 20. Mai 1940)
- III./Jagdgeschwader 2 (12. Mai – 14. Mai 1940)
- II./Transportgeschwader 1 (19. August – 4. September 1944)

Im August 1944 wurde hier noch eine Transportgruppe aufgelöst. Heute wird das Gelände wieder landwirtschaftlich genutzt.

#### Befreiung 1945
Das Dorf wurde von Oktober 1944 bis April 1945 evakuiert, da sich die Kriegsfront näherte. Ferschweiler war zu dieser Zeit eine wichtige Standort des Nachschublagers für die Sauerfront und lag somit monatelang unter amerikanischem Artilleriebeschuss. Ende Januar 1945 fallen die amerikanischen Angriffe auf den Westwall, die am 8. Februar 1945 zu einem Einbruch im Divisionsabschnitt im Raum Echternach führten. Das Ferschweiler Plateau wurde noch bis zum 16. Februar 1945 gehalten, ehe es von dem amerikanischen Kräften befreit wurde.
Durch die Kampfhandlungen und den Artilleriebeschuss wurde Ferschweiler am Kriegsende zu über 80 % zerstört, unter anderem auch die Pfarrkirche. Deshalb diente notgedrungen und noch Jahre später eine frühere Militärbaracke als Gotteshaus.
Ferschweiler wurde innerhalb der französischen Besatzungszone Teil des 1946 neu gebildeten Landes Rheinland-Pfalz.

### Bevölkerungsentwicklung
Seit einer Periode österreichischer Herrschaft ab 1714, über wirtschaftliche Ausdehnung und Niedergang der Abtei Echternach sowie die Herrschaft der Franzosen von 1795 bis 1814 nahm die Bevölkerung Ferschweilers stetig zu. Unter preußischer Verwaltung der Bürgermeisterei Ernzen im Kreis Bitburg zugehörig, stieg die Einwohnerzahl von 418 im Jahr 1816 auf 746 20 Jahre später.
Begrenzte Landwirtschaftsflächen und Stillstand in der landwirtschaftlichen Technik verursachten in der zweiten Hälfte des 19. Jahrhunderts größere Auswanderungswellen. Erst nach dem Ersten Weltkrieg konnte Ferschweiler für wenige Jahre die 1000-Einwohner-Grenze überschreiten. Seit dem Jahr 2021 hat Ferschweiler die Schwelle von 1000 Einwohnern wieder überschritten und zählt seither mehr als 1000 Einwohner. Damit zählt es zu einer der bevölkerungsreichsten Gemeinden in der Verbandsgemeinde Südeifel. Die stetig steigende Bevölkerungszahl liegt vor allem an der räumlichen Nähe zur Luxemburger Grenze. Da in den deutschen Grenzorten die Immobilienpreise im Vergleich zu Luxemburg deutlich niedriger sind, zieht es vor allem viele Luxemburger dorthin. Dadurch steigt der Ausländeranteil seit einigen Jahren linear an, eine Wende dieses Trends ist aktuell noch nicht zu erkennen.
Die Entwicklung der Einwohnerzahl von Ferschweiler; die Werte von 1871 bis 1987 beruhen auf Volkszählungen:
| Jahr | Einwohner |
| ---- | --------- |
| 1815 | 418       |
| 1835 | 746       |
| 1871 | 697       |
| 1905 | 761       |
| 1939 | 1.151     |
| 1950 | 834       |
| 1961 | 996       |

| Jahr | Einwohner |
| ---- | --------- |
| 1970 | 965       |
| 1987 | 877       |
| 1997 | 861       |
| 2005 | 893       |
| 2011 | 961       |
| 2017 | 973       |
| 2023 | 1.021     |

## Politik

### Gemeinderat
Der Gemeinderat in Ferschweiler besteht aus 16 Ratsmitgliedern, die bei der Kommunalwahl am 9. Juni 2024 in einer Mehrheitswahl gewählt wurden, und dem ehrenamtlichen Ortsbürgermeister als Vorsitzendem. Vor der Wahl 2024 hatte der Rat noch zwölf Mitglieder, die Erhöhung auf 16 ergab sich durch das rheinland-pfälzische Wahlrecht aufgrund der gestiegenen Einwohnerzahl.

### Bürgermeister
Das Amt ist derzeit vakant. Rudolf Schmitt, Ortsbürgermeister von 1994 bis 1999 und seit 2004, ist am 12. September 2021 verstorben. Zuletzt bei der Direktwahl am 26. Mai 2019 war er mit einem Stimmenanteil von 64,63 % in seinem Amt bestätigt worden. Da für eine am 16. Januar 2022 angesetzte Direktwahl eines Nachfolgers kein Wahlvorschlag eingereicht wurde, obliegt die Neuwahl gemäß Gemeindeordnung nun dem Gemeinderat. Der Erste Beigeordnete Edmund Brück übte geschäftsführend die Aufgaben des Ortsbürgermeisters aus. Auch für die Direktwahl der neuen Wahlperiode am 9. Juni 2024 wurde kein Wahlvorschlag eingereicht. Auf der konstituierenden Sitzung des neuen Rates am 30. Juli wurde mit Helmuth Brück ein neuer Erster Beigeordneter, sowie zwei weitere Beigeordnete gewählt, aber kein Ortsbürgermeister.

### Wappen
| Wappen von Ferschweiler | Blasonierung: „In Silber ein blauer Schräglinksbalken, belegt mit silbernem Schwert. Oben ein grüner Ilexzweig mit vier roten Beeren, unten ein rotes Glevenkreuz“ |
| Wappen von Ferschweiler | Wappenbegründung: Bis zum Ende der Feudalzeit gehörte Ferschweiler somit über ein Jahrtausend zum Einflussbereich der Abtei Echternach. Die Abtei Echternach führte ein Glevenkreuz mit Schwurhand belegt in ihrem Wappen. Das Ferschweiler Plateau ist Mittelpunkt des Naturparks Südeifel, jetzt erweitert zum Deutsch-Luxemburgischen Naturpark. Dieser führt als Symbol den grünen Ilexzweig mit vier roten Beeren. Die jeweilige Pfarrkirche in Ferschweiler steht seit Jahrhunderten unter dem Patrozinium der heiligen Luzia. Als Hinweis darauf im Balken ihr Attribut, das Schwert. Die Farben Blau und Silber sind Hinweis auf die ehemalige Luxemburger Landeszugehörigkeit. |

## Kultur und Sehenswürdigkeiten

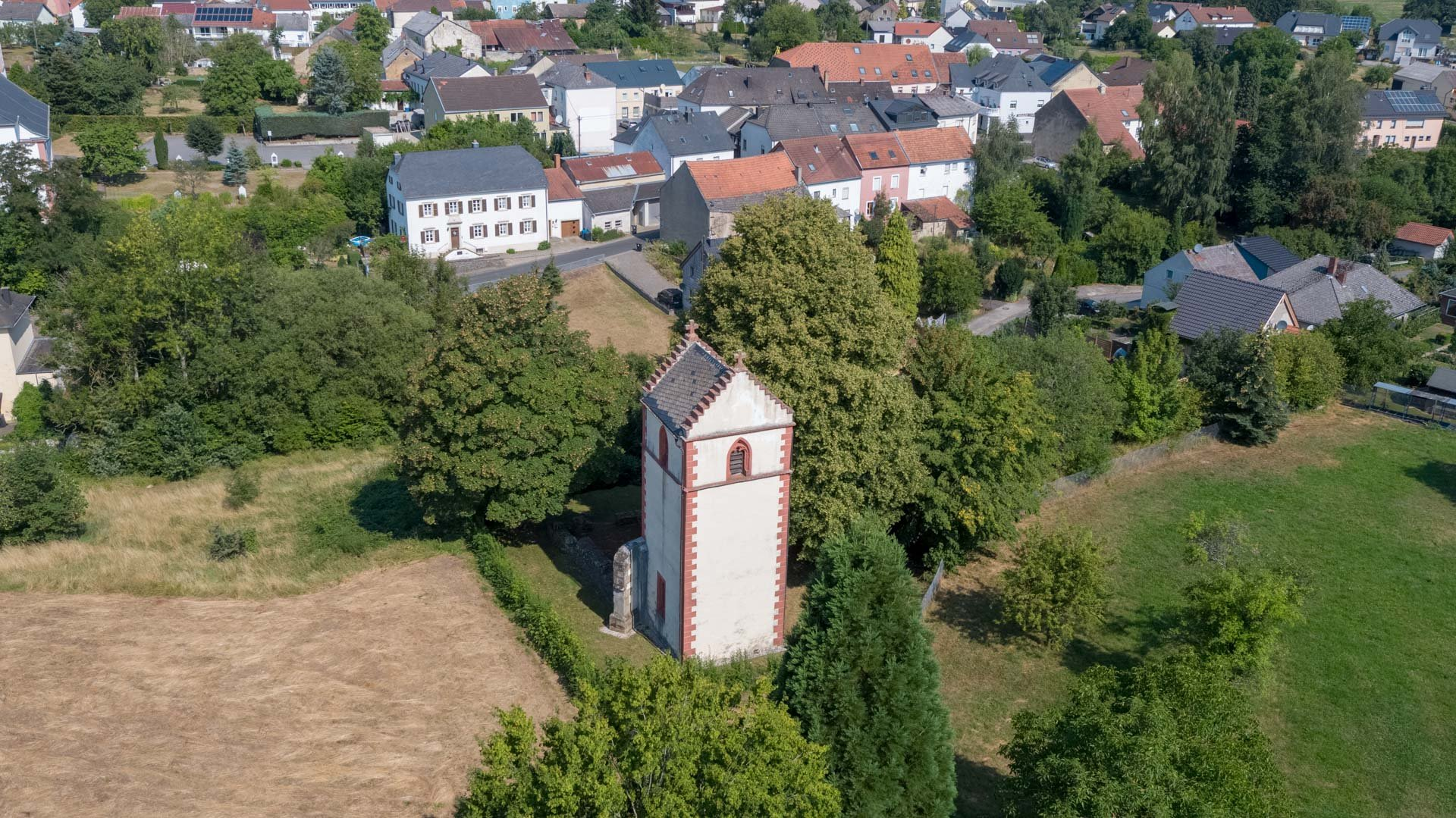
Luzienturm
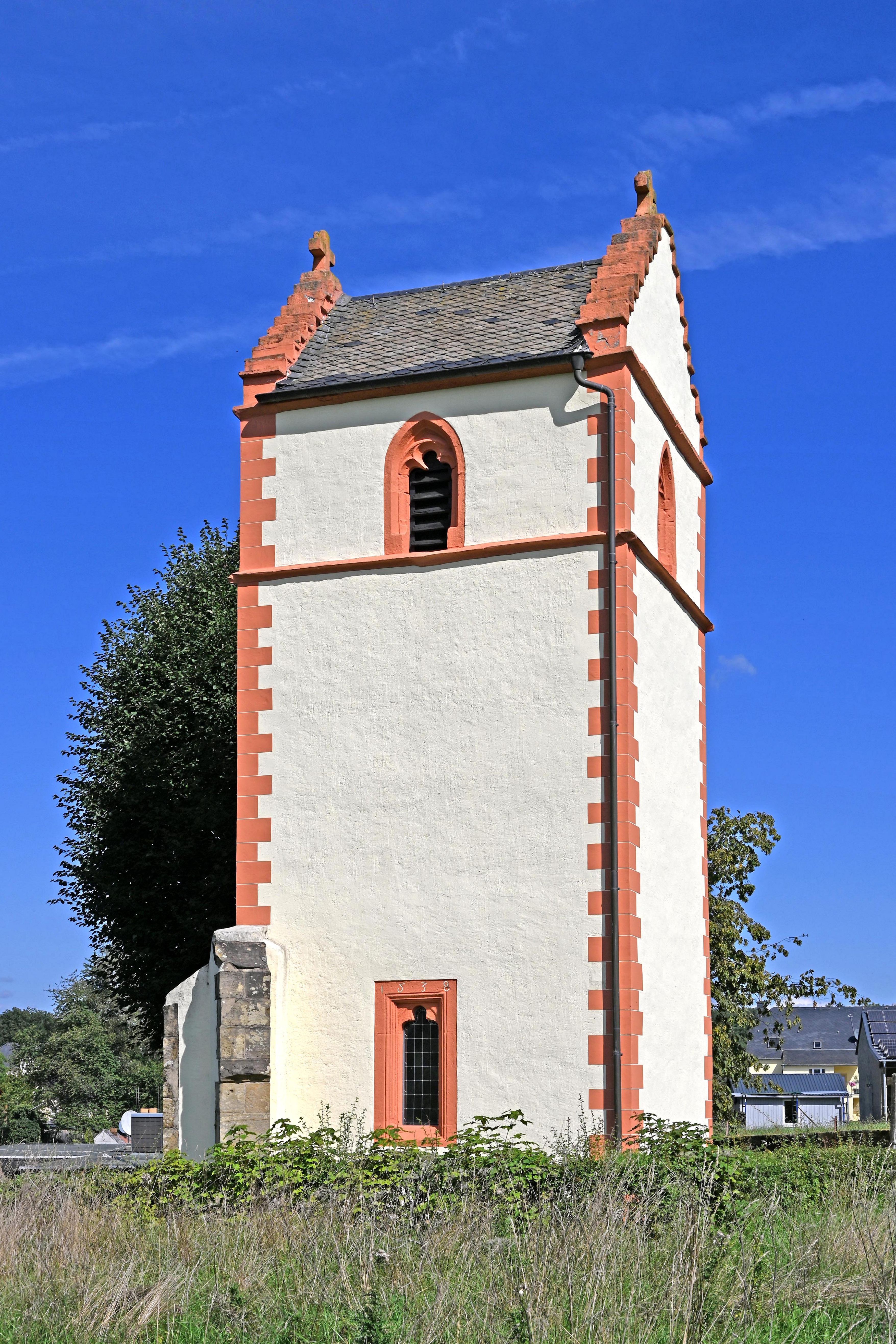
Südseite
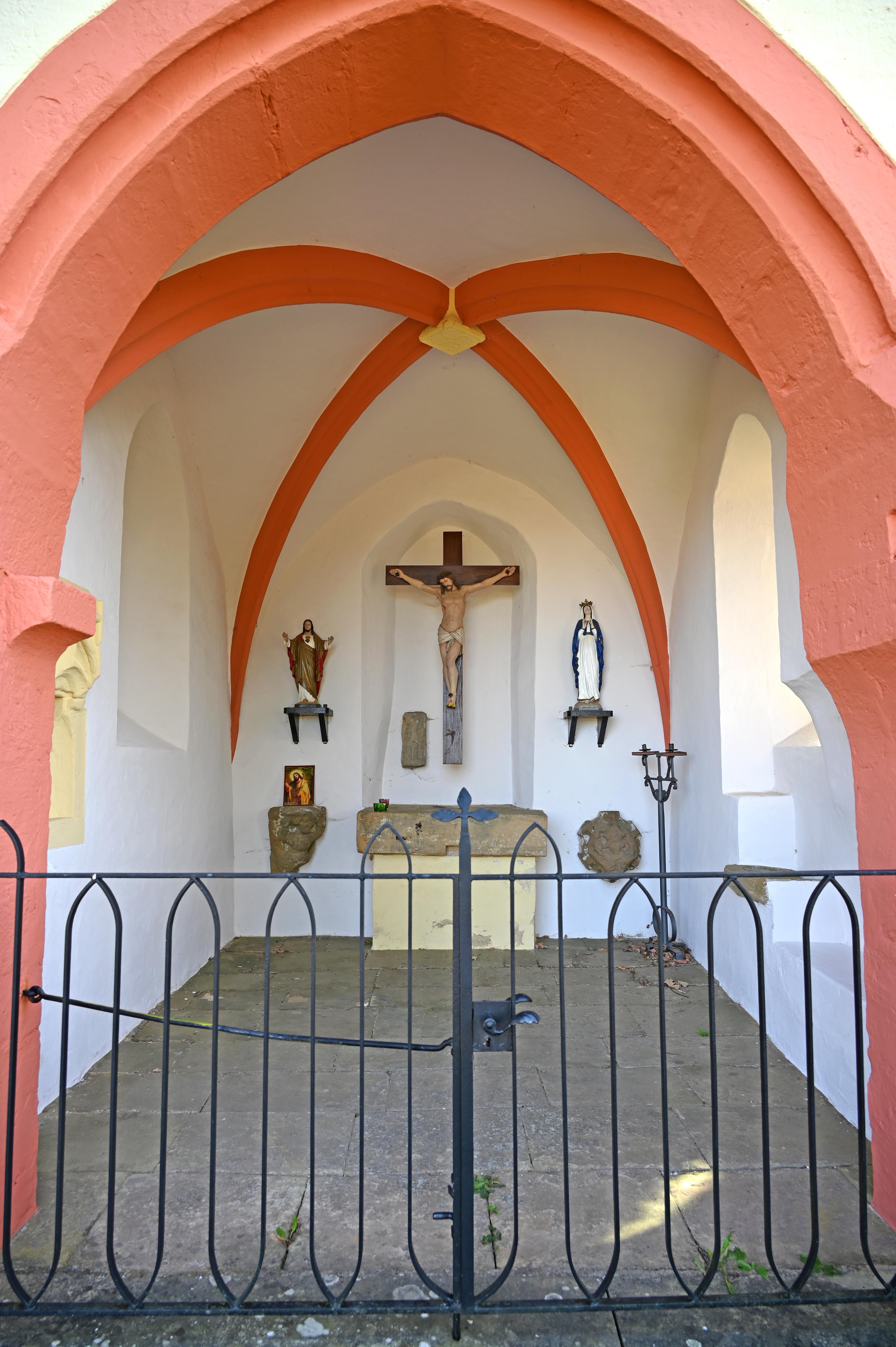
Innenraum
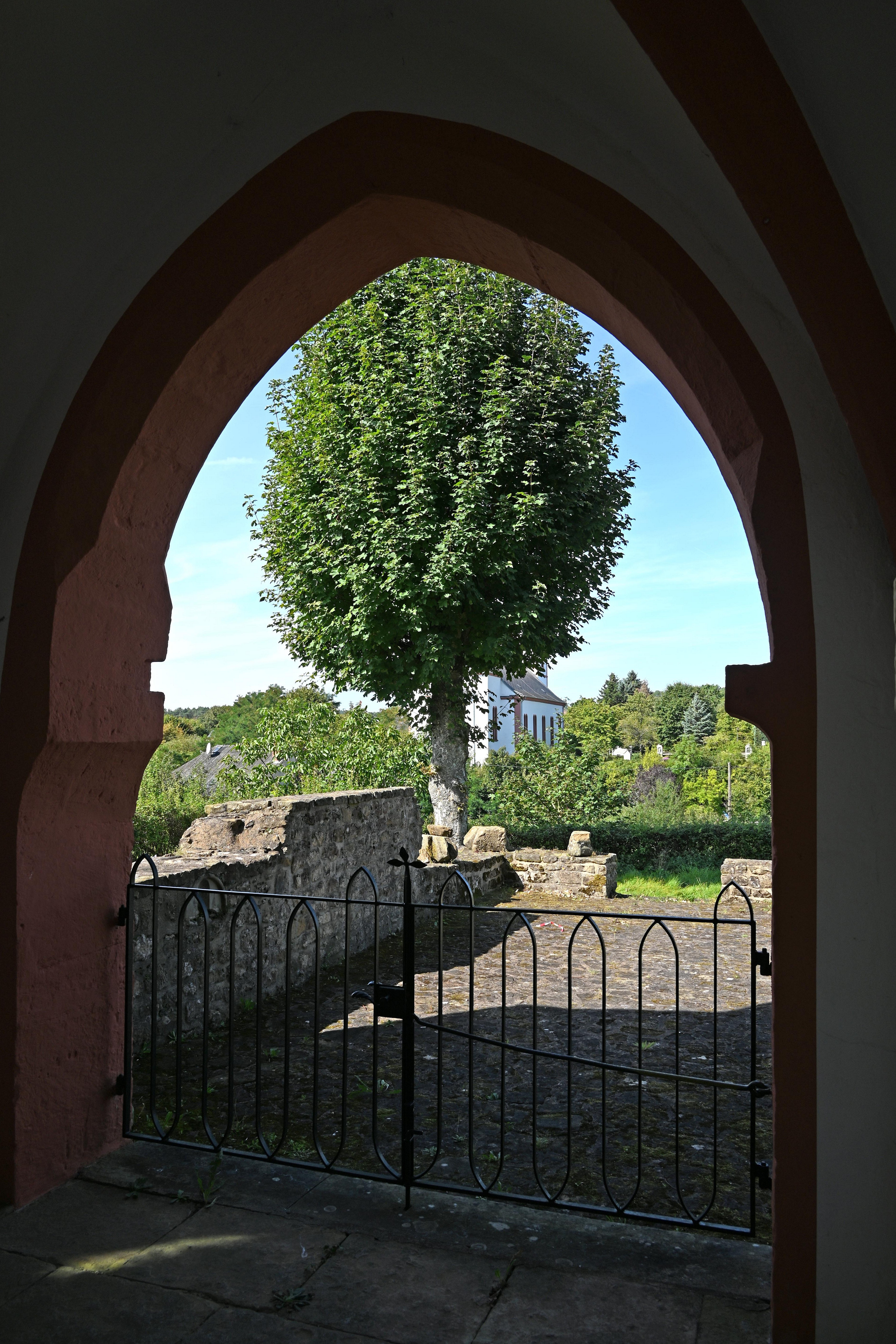
Blick aus dem Innenraum
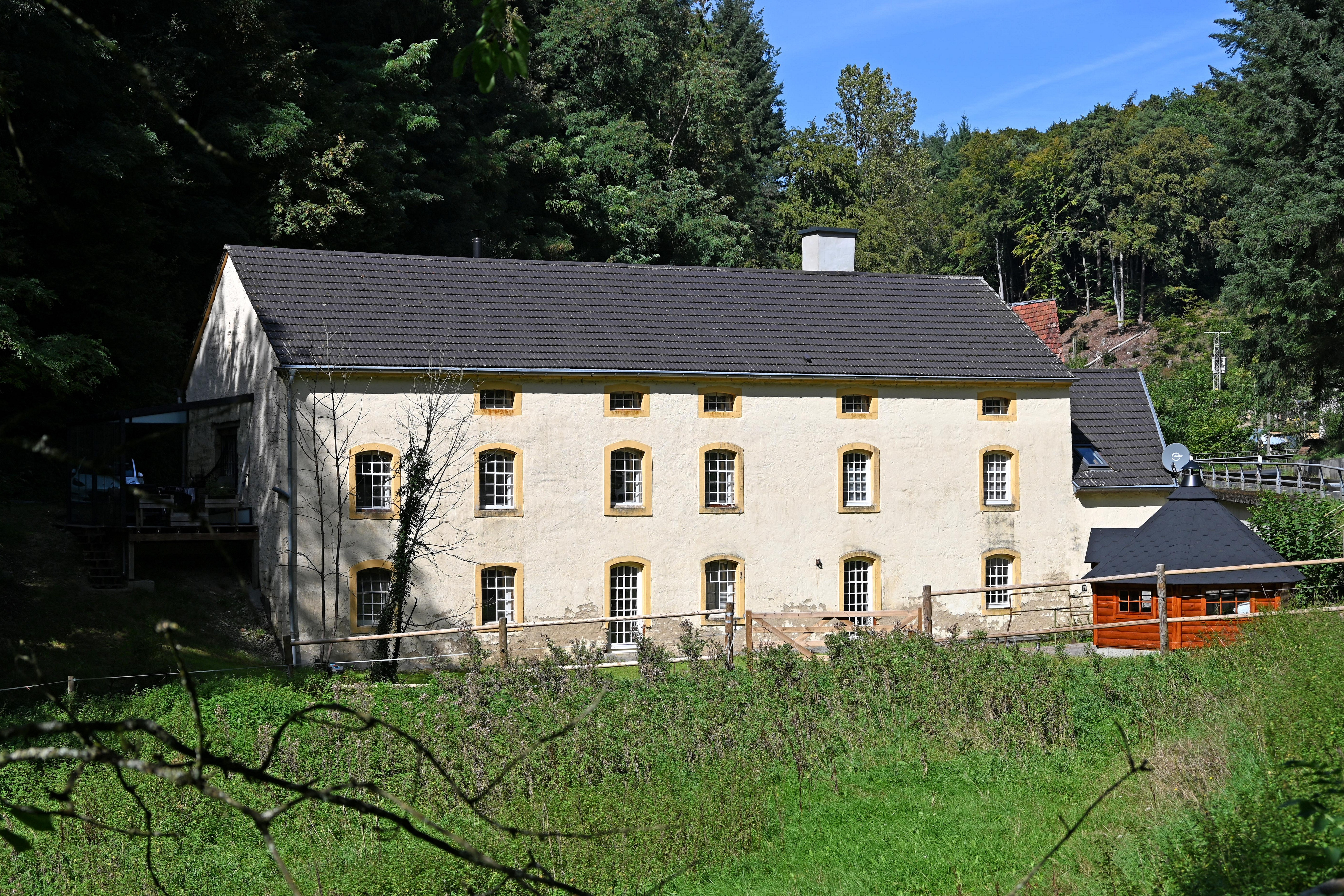
Ferschweiler Mühle (1767)
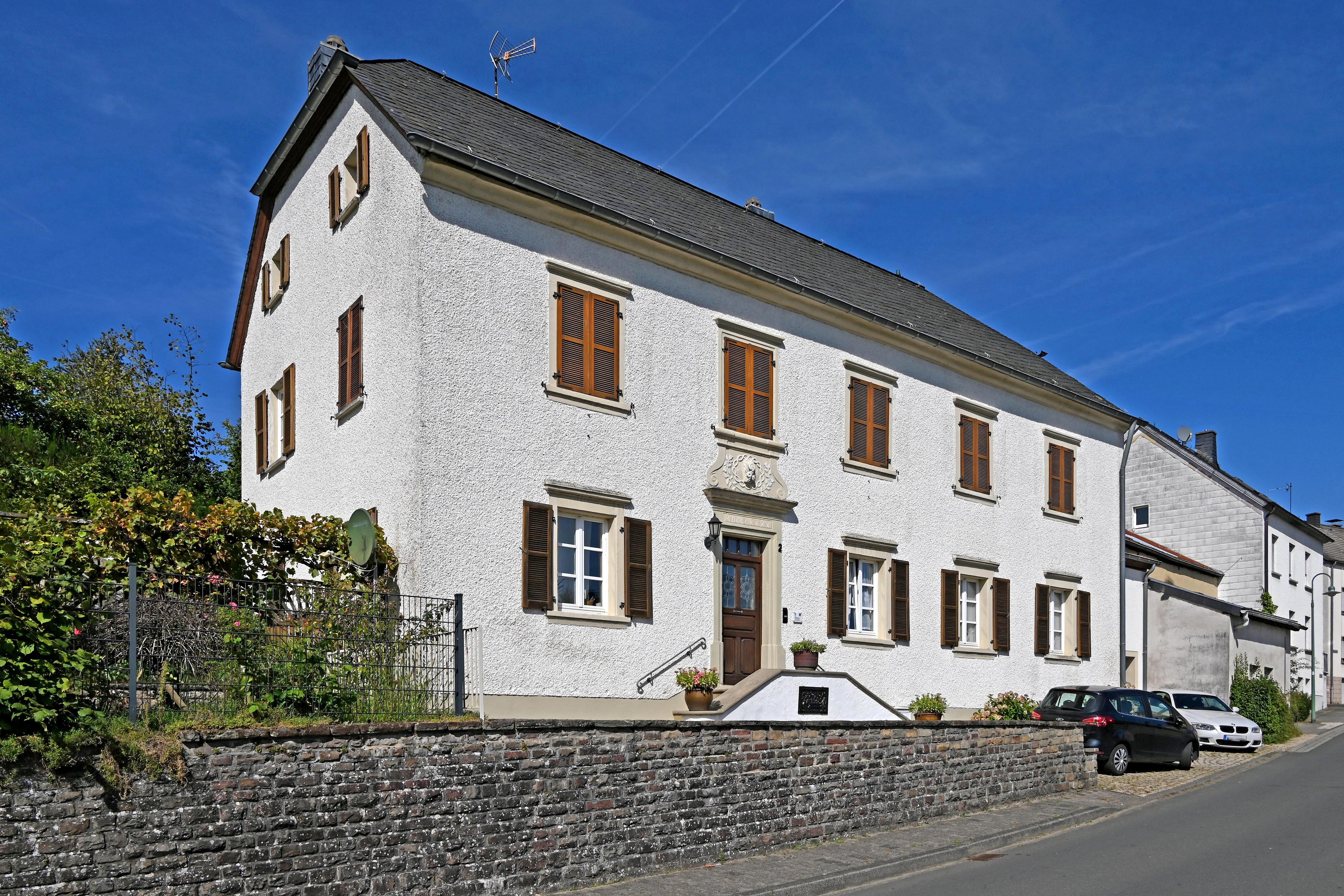
Pfarrhaus (1840)

- Das Wahrzeichen von Ferschweiler ist der Luzienturm aus dem 15. oder 16. Jahrhundert[16]
- Die Ferschweiler Mühle von 1767 liegt im Tal des Weilerbaches.
- Die heutige katholische Pfarrkirche St. Luzia, erbaut nach 1826, wurde nach Kriegsschädigungen ab 1947 wieder aufgebaut.
- Pfarrhaus von 1840

### Grünflächen und Naherholung
- Weitausgedehntes Wandernetz des Deutsch-Luxemburgischen Naturparks
- Ausgangspunkt für Wanderungen zu den zahlreichen Brandgräbern und der Villa rustica ⊙
- Das Fraubillenkreuz steht zirka 3 km von der Ortsmitte auf dem Ferschweiler Plateau. ⊙
- Die Schankweiler Klause befindet sich zirka 3 km nördlich von der Ortsmitte auf dem Ferschweiler Plateau. ⊙
- 3 km westlich des Ortes im Wald steht der Bollendorfer Druidenstein. ⊙
- Das Bollendorfer Diana-Denkmal – ein römisches Relief, das ca. 4 km südwestlich des Ortes liegt. ⊙
- Jugendzeltlagerplatz Ferschweiler[17]
- Naturdenkmal Traueresche hinter Hochstraße 11

### Regelmäßige Veranstaltungen
- Jährliches Kirmes- bzw. Kirchweihfest
- Traditionelles Ratschen oder Klappern am Karfreitag und Karsamstag
- Hüttenbrennen am ersten Wochenende nach Aschermittwoch (sogenannter Scheef-Sonntag)[18][19]
- 2 Kappensitzungen sowie eine Kinderkappensitzung und der traditionelle Rosenmontagszug[20]
- Traditionelles Aufstellen des Maibaums vor oder am 1. Mai
- Pfingstsportfest des SV Ferschweiler[21]

## Verkehr
Die Gemeinde ist durch die Kreisstraßen K 19, K 20 und die K 21 erschlossen. Durch die besondere Lage auf dem Ferschweiler Plateau gibt es kaum Durchgangsverkehr durch den Ort.

## Persönlichkeiten
- Henri Tudor (1859–1928), Ingenieur und Erfinder
- Theodor Lieser (1900–1973), Diplomingenieur, Hochschullehrer und Oberbürgermeister von Halle
- Silke Druckenmüller (1978–2023), Pferdezüchterin